# 羅拔·包亞
罗伯特·鲍尔（德語：Robert Bauer，1995年4月9日—）是一名德國足球運動員，在球場上司職邊後衛或中場。現效力沙特职业足球联赛球队阿爾泰。

## 職業生涯
鮑爾出身於卡爾斯魯厄青訓系統。2014年夏天，他轉會至德乙球會因戈尔施塔特。2014年10月31日，鮑爾在對陣的比賽中，首次代表因戈尔施塔特出戰德乙聯賽，並且幫助球隊奪得了當個賽季的德乙冠軍。
2015–16賽季，因戈尔施塔特升上德甲。2015年11月22日，鮑爾在對陣達斯泰特的比賽中，打入了他職業生涯的第一個德甲進球。
2016年8月23日，鮑爾轉會至雲達不萊梅。

## 國家隊生涯
鮑爾參加了2016年夏季奧林匹克運動會，並隨著德國國奧隊奪得了足球項目的銀牌。

## 榮譽
因戈尔施塔特
- 德國足球乙級聯賽冠軍：2014–15

德國國奧隊
- 夏季奥林匹克运动会銀牌：2016年

## 外部連結
- SOCCERWAY：罗伯特·鲍尔 （页面存档备份，存于）的球員資料（英文）
- transfermarkt.de：罗伯特·鲍尔 （页面存档备份，存于）之統計數據（德文）